# Tomis palpalis
Tomis palpalis es una especie de araña saltarina del género Tomis, familia Salticidae. Fue descrita científicamente por F. O. Pickard-Cambridge en 1901.
Habita en México, Paraguay y Argentina.